# Brunyola i Sant Martí Sapresa
Brunyola i Sant Martí Sapresa (em catalão e oficialmente) ou Bruñola (em castelhano) é um município da Espanha na comarca de Selva, província de Girona, comunidade autónoma da Catalunha. Tem 36,61 km² de área e em 2021 tinha 390 habitantes (densidade: 10,7 hab./km²).

## Demografia
| Variação demográfica do município entre 1991 e 2004 | Variação demográfica do município entre 1991 e 2004 | Variação demográfica do município entre 1991 e 2004 | Variação demográfica do município entre 1991 e 2004 |
| --------------------------------------------------- | --------------------------------------------------- | --------------------------------------------------- | --------------------------------------------------- |
| 1991                                                | 1996                                                | 2001                                                | 2004                                                |
| 373                                                 | 376                                                 | 357                                                 | 348                                                 |